# Василь Рудомич
Василь Рудомич (бл. 1620 — 12 лютого 1672) — український поет, мемуарист, правник і медик, ректор Замойської академії.

## Життєпис
Народився, ймовірно, в місті Вільно (нині Вільнюс). Походив із родини православних русинів, ймовірно міщанської (батьки — Іван та Ганна Рудомичі). Мав якихось інших родичів у Вільно. Початкову освіту здобув у церковній школі в ієромонаха Афанасія, продовжив навчання в Замойській академії (із 1630), став бакалавром вільних наук і філософії (1644) і того ж року перейшов у католицьку віру. 
Протягом року викладав у колегіумі в Олиці, де була філія Замойської академії, а потім повернувся до своєї «альма матер», де працював протягом 27-ми років аж до смерті. Став магістром (1647) і доктором (1648) філософії, викладав орфографію (1645), поезію (1646), історію (із 1647), математику (із 1649), брав участь у численних диспутах, у тому числі богословських, став доктором медицини й очолив відповідну кафедру (1656), причому провадив широку приватну лікарську практику. Був також доктором права (1663), викладав як професор громадянське та церковне право (1663—72), будував новий корпус для бібліотеки, а з 1650 обіймав важливі адміністративні посади в академії (декан, ректор, керівник друкарні, навіть представляв академію на вальних сеймах), завдяки чому цей навчальний заклад досягнув свого розквіту. 1659
1659 року Рудомича обрали райцею та бурмистром Замостя (нині Замость Люблінського воєводства, Польща), потім — війтом (1661) і керівником Замойського трибуналу (із 1661), він керував містом та був визнаним авторитетом як суддя, здійснював часті подорожі до Варшави, Кракова, Львова та ряду сусідніх міст, був учасником сеймиків та вальних сеймів, вхожим до магнатських дворів, насамперед до власника Замостя — князя Яна Замойського (помер 1665 року), мав численних знайомих у Вільно, Києві, Львові, Белзі, Острозі, Сокалі, Холмі (нині Холм Люблінського воєводства, Польща) тощо.
Вдалий шлюб із Кристиною Хитмер, дочкою багатого купця із Сокаля, зробив Рудомича дуже заможною людиною, дав йому можливість не тільки гідно утримувати сім'ю з кількох своїх (Казимир, Єфросинія, Ганна) та прийомних дітей, а й створив добрі умови для наукової праці. Рудомич написав та видав низку праць у галузі права та історії, написав драму «Муки Господні» (1661) і 49 панегіриків (інколи під іменем свого сина Казимира), причому один із них, присвячений польському королеві Міхалу-Корибуту Вишневецькому, прислав гетьману Михайлу Ханенку.
Рудомич постійно відчував своє «русинське» коріння, тому 1667 написав початок твору «Philadelphia» (Братство), присвяченого історичному минулому і зв'язкам Польщі та Русі. Він був також прихильником і державної, і релігійної унії. Останнє не завадило йому підтримувати дружні зв'язки з київським митрополитом Діонісієм Балабаном та ректором Київського колегіуму Варлаамом Ясинським (останньому він подарував свою книгу «Campus germinans» i панегірик «Hieracitas», присвячений Є.Жабоклицькому із Замостя). 
Взагалі міцність зв'язків Рудомича з українською елітою Гетьманщини вражає: він був добре знайомий з родами Хмельницьких, Виговських, Тетерь, був навіть на прохання Павла Тетері хрещеним батьком його племінника Якова, приймав у себе дипломатів з Гетьманщини (Івана Грушу, А.Ждановича, В.Кропивницького, Т.Носача та інших), автора Львівського літопису — М.Гунашевського тощо.
Усе це надзвичайно збагатило Рудомича унікальною інформацією, яку він зафіксував у своєму найважливішому творі — фундаментальному щоденнику («Efemeros czyli Diariusz prywatny…»), що охоплює 1656—72 роки. Тут відбилося вісім головних сюжетів, які стосуються насамперед Замостя, де проживала численна українська громада: 1) хроніка родинного й товариського життя; 2) хроніка діяльності Замойської академії та її філії в Олиці; 3) повсякденне життя; 4) медицина; 5) судочинство; 6) релігійне життя; 7) політичні справи Речі Посполитої; 8) різноманітні відомості, що стосуються військо-політичних подій в Україні, описи подорожей Рудомича тощо. Особливу цінність складають ті дані щоденника, які стосуються воєнних дій (облога Замостя шведами 1656, бої військ трансильванського князя Дєрдя II Ракоці під Замостям, походи козацького війська); дипломатичних заходів, насамперед укладення Гадяцького договору 1658; подій, що відбувалися в Гетьманщині, зокрема в Києві; а також свідчення про приватне життя козацької еліти. Водночас Рудомич часом передавав недостовірні відомості, що знижує цінність його твору.
Помер у Замості.